# るんるんカンパニー
『るんるんカンパニー』は、とり・みきの日本の漫画作品。『週刊少年チャンピオン』（秋田書店）にて、1980年46号から1982年24号まで連載された。とりかま学園（高等学校）を舞台とした学園ギャグ漫画である。前作『バラの進さま』から登場人物を一新しつつも、最初期はその流れを汲んだ設定だったが、次第に登場人物個々の性格を前面に押し出した内容となって毎回主役が変わるようになり、連載全回通して描かれた登場人物は1人もいない。回ごとのストーリーには作者が造詣を持つSFや落語が下地になっているのもある。連載は1年半で終了したが、後に単行本も再版されている。
『週刊少年チャンピオン』の2009年32号には、創刊40周年記念企画として、『クルクルくりん』の登場人物たちと共演する「クルクルくりんfeat.るんるんカンパニー」が掲載された。

## 登場人物

### 主人公
葵 達郎（あおい たつろう）
とりかま学園2年生。アパート「あくつ荘」に一人住まいをしている。「裏の生徒会」の秘密を知ってしまったことから、無理やりに「るんるんカンパニー」3人娘と共に行動させられてしまうようになる。最初は軟弱少年として描かれていたが、彼女らの行動に巻き込まれるようになってから次第にしっかりした性格へと変わり、連載中期から秋田冒険王など他の登場人物の暴走を食い止めるツッコミ役として終始描かれた。
3人娘の1人である深水くるみから好意を寄せられており、達郎も憎からずと思っているが彼女にとまでは考えていなかった。最終回ラストでくるみを預けられようやくその関係に納得する。

### るんるんカンパニー
野泉 かつら（のいずみ かつら）、北沢 静（きたざわ しずか）、深水 くるみ（ふかみず くるみ）
作品本来のメインキャラクターで、とりかま学園生徒会会長で頭脳明晰の野泉かつら、同副会長で肉体派の北沢静、同書記で容姿言動共に子供っぽい深水くるみの3人娘が、とりかま学園に転校して生徒役員に当選し、葵達郎が住むアパートの向かいに建つマンションに引っ越してきた時点から、この漫画のストーリーが始まる。
3人娘は表の顔として生徒会役員を務めているが、「裏の生徒会」として「女性至上主義」を目的とする影の行動を取っている。また学園の生徒らに危機が迫っている場面を目撃すると、手製のコスチュームに着替えて「るんるんカンパニー」に変身し、かつらはサーベル、静は拳法、くるみはパチンコを武器に、その正体を隠したまま悪事を働こうとする相手を成敗する。しかし作品において次第に他の登場人物が台頭してきたため、連載中期からは最終回まで全く変身せずに表の顔である生徒会役員のまま活動している。
なお、かつらと静は3年生で、くるみは達郎と同じクラスの2年生という設定から、くるみが3人娘の中で最も多く描かれた。また3人娘のリーダーは野泉かつらだが、連載途中で生徒会の役員改選があり、くるみが運良く生徒会長に当選するものの、かつらが副会長、静が書記に移動し、引き続きかつらが仲間内のリーダー役になっている。

### 秋田兄弟
秋田 冒険王（あきた ぼうけんおう）、秋田 まんが王（あきた まんがおう）
秋田冒険王は、とりかま学園の国語教師。秋田まんが王は冒険王の双子の弟で秋田クリニック院長で精神科医。年齢は共に30歳。なお秋田まんが王は本作品では連載中期からの登場だが、前作『バラの進さま』と後作『クルクルくりん』にも描かれており、3作連続の登場となる。
秋田兄弟の名前は、かつて秋田書店から刊行された漫画雑誌『冒険王』と『漫画王』からつけられた。他に妹のひとみと、父の秋田拳闘王がいる。
この2人が本作品のメインとなるギャグキャラクターであり、特に秋田冒険王は、とりかま学園内の関係者が相次いで倒れるたびに、その代理を勤める設定で、本職からことごとく脱線した行動を取って葵達郎や3人娘らを悩ませ続ける。

### 羽高一族
羽高 求（はだか もとむ）
羽高求はとりかま学園の男子生徒で、連載初回の生徒会選挙に敗れたことから3人娘に恨みを持つ。羽高伝求を通して各種の嫌がらせを仕掛けるが、ことごとく失敗する。
羽高 伝求（はだか でんきゅう）
求の実父でとりかま学園PTA会長。静に好意を抱く。
吉田
羽高家に長年勤めている執事。連載中期からは秋田兄弟に並ぶギャグキャラクターとして登場するだけでなく、1回だけだが主役にもなり、以降もとり・みきの他作品で度々描かれるようになった。

### その他
三崎 けいこ（みさき けいこ）
秋田クリニックの秘書兼助手。連載後期からの登場人物だが、秋田まんが王に好意を持ったことから、まんが王とコンビで主役としても描かれた。名前の由来は、とり・みきの友人でSF作家の岬兄悟。
下岡 育美（しもおか いくみ）
とりかま学園1年生。主人公の葵達郎に好意を持ち、積極的にアタックを仕掛けるが、くるみなどに邪魔される。連載中数回しか登場していないが、1回だけ主役として描かれている。
可ん志（かんし）、侘野 さび太（わびの さびた）
2人とも葵達郎のクラスメイトして数多く登場しているが、この作品では主役として描かれなかった。なお可ん志は本名でなく、所属する落研の芸名。
他にも尾前、長谷川、ヨネダ、タキタ、とり・みき本人、覆面アナウンサーと解説者などが登場するが、これらの人物はいわゆるスター・システムにより設定や役回りは回ごとに変更された。なお最終回では1人の登場人物が別々の役回りを同時に行わなければならないスター・システムの弱点となる場面を描いており、その状況を「低予算漫画」という台詞で表している。
また連載中に『週刊少年チャンピオン』誌上で小山田いくとの抗争が勃発したため、作品内に『すくらっぷ・ブック』のキャラクターや小山田いく本人を漫画の中に描いている。

## 備考
「見たな〜!!の巻」で秋田冒険王が授業中に「クルムヘトロジャン」という人名に言及し、また「この子だれの子!?の巻」で秋田冒険王がクルムヘトロジャンの『へれもこそ』という「ウロン語」で書かれた本を翻訳しているが、このクルムヘトロジャンとは、吾妻ひでおの『不条理日記』に（名前だけ）登場する架空の小説家である。

### 単行本未収録エピソード
「御本尊を守れ!?の巻」（1981年17号）に、とりかま学園のスポンサーは宗教法人「おどろ教団」であり（ただし、教職員や生徒が信者というわけではなく、一般には宗教団体がスポンサーであることすら知られていないようで、生徒会長である野泉かつらも知らなかった）、宗教団体「納豆の光」と対立している、という設定が登場する。ところが、当時の『週刊少年チャンピオン』編集部は宗教団体をギャグネタにすることに対して神経質であったため、「納豆の光の逆襲の巻」（1981年40号）で「納豆の光」を再登場させたところ、壁村耐三編集長が激怒することになった。このため、「納豆の光の逆襲の巻」の後編は急遽執筆中止となり（代わりに描かれたのが「すばらしき日常!?の巻」1981年41号）、「納豆の光の逆襲の巻」自体も単行本には収録されなかった（2006年のハヤカワコミック文庫版第3巻に初めて収録）。なお「納豆の光」は最終エピソードで再登場しているが、このときは設定が「秘密結社」に変更されている。

## 単行本
- 秋田書店 少年チャンピオン・コミックス版 全6巻
- 秋田書店 The Very Best of るんるんカンパニー 愛蔵版 全3巻 - 作者によるセレクト集。解説の書き下ろしあり。
- 早川書房 ハヤカワコミック文庫版 全4巻 - 全話収録。第3巻に秋田書店版未収録の「納豆の光の逆襲の巻」も収録されている。